# Haemaphysalis susphilippensis
Haemaphysalis susphilippensis är en fästingart som beskrevs av Hoogstraal, Kohls och Parrish 1968. Haemaphysalis susphilippensis ingår i släktet Haemaphysalis och familjen hårda fästingar. Inga underarter finns listade i Catalogue of Life.